# Legislatura 2020–2024 a Parlamentului României
La alegerile parlamentare din 2020, care au avut loc pe 6 decembrie, niciun partid nu a câștigat majoritatea absolută. Partidul Social Democrat a câștigat cel mai mare număr de mandate, urmat îndeaproape de Partidul Național Liberal. Partidul Mișcarea Populară și PRO România Social-Liberal nu au reușit să atingă pragul electoral necesar pentru a intra în Parlament. Pe 21 decembrie 2020, 3 dintre cele 5 partide reprezentate în Parlament (PNL, USR-PLUS, UDMR) au semnat acordul de guvernare pentru următorii 4 ani. Florin Cîțu a fost desemnat ca premier, iar 9 miniștri au venit de la PNL, 7 miniștri USR-PLUS și 4 miniștri UDMR. Pentru alegerea președintelui Senatului și al Camerei Deputaților, alianța i-a propus pe Anca Dragu și pe Ludovic Orban, amândoi fiind aleși în funcție.
Partidul Social Democrat, Alianța pentru Unirea Românilor și unele dintre partidele minoritare au format Opoziția Parlamentară.
În luna septembrie ca urmare a demiterii ministrului justiției Stelian Ion (USR), s-a declanșat criza politică prin ieșirea USR din guvern. Pe 5 octombrie, guvernul Cîțu este demis prin moțiune de cenzură iar acesta o să conducă în interimat până la data de 25 noiembrie 2021. După eșecul desemnării a două guverne, guvernul Cioloș 2 eșuând în a găsi o majoritate prin care să-i fie desemnat guvernul monocolor, nici Nicolae Ciucă nu reușește să găsească majoritate și își depune mandatul înainte de a ajunge la votul din Parlament. În luna noiembrie, Klaus Iohannis îl desemnează din nou pe generalul Nicolae Ciucă să formeze o majoritate solidă cu PSD și UDMR. Pe 25 noiembrie 2021, guvernul Ciucă este investit de către Parlament, acesta fiind format din PNL, PSD și UDMR și susținut de minorități în Parlament. Președinții Senatului și Camerei Deputaților au fost aleși pe 23 noiembrie 2021, la Senat fiind ales Florin Cîțu (PNL) iar la Camera Deputaților Marcel Ciolacu (PSD).
Ca urmare a crizei politice care a rezultat într-un guvern PNL-PSD-UDMR, parlamentarii apropiați fostului lider al PNL Ludovic Orban (exclus din partid în noiembrie), au demisionat din grupul parlamentar al PNL și mai târziu din partid. Pe viitor este posibil ca Orban să lanseze o nouă formațiune politică liberală.

## Senat
Funcția de Președinte al Senatului pentru această legislatură a fost ocupată de Anca Dragu, de la USR. În luna noiembrie ca urmare a desemnării și învestirii guvernului Ciucă, Anca Dragu a fost demisă din funcția de Președinte al Senatului, luându-i locul Florin Cîțu, președintele PNL.
| Partid | Partid                                 | Mandate alese | Mandate alese | Pierdute | Câștigate | Mandate prezent | Mandate prezent |
| Partid | Partid                                 | Mandate       | %             | Pierdute | Câștigate | Mandate         | %               |
| ------ | -------------------------------------- | ------------- | ------------- | -------- | --------- | --------------- | --------------- |
|        | Partidul Social Democrat               | 47            | 34.55%        | 1        | 0         | 46              | 33.82%          |
|        | Partidul Național Liberal              | 41            | 30.14%        | 3        | 0         | 38              | 27.94%          |
|        | Uniunea Salvați România                | 25            | 18.38%        | 0        | 0         | 25              | 18.38%          |
|        | Alianța pentru Unirea Românilor        | 14            | 10.29%        | 1        | 0         | 13              | 9.56%           |
|        | Uniunea Democrată Maghiară din România | 9             | 6.61%         | 0        | 0         | 9               | 6.61%           |
|        | Forța Dreptei                          | —             | —             | 0        | 3         | 3               | 2.20%           |
|        | Partidul Puterii Umaniste              | —             | —             | 0        | 1         | 1               | 0.73%           |
|        | Partidul Neamului Românesc             | —             | —             | 0        | 1         | 1               | 0.73%           |
| Total  | Total                                  | 136           | 100           | —        | —         | 136             | 100             |

### Compoziția guvernelor și opoziției

#### 2020-2021
| Guvern               | Forțe politice | Forțe politice                                | Poziție                      | Ideologie                                                          | Mandate      |
| -------------------- | -------------- | --------------------------------------------- | ---------------------------- | ------------------------------------------------------------------ | ------------ |
| Guvernul Florin Cîțu |                | Partidul Național Liberal (PNL)               | Centru-dreapta               | Liberalism conservator, Pro-europenism, Naționalism economic       | 75 / 136 55% |
| Guvernul Florin Cîțu |                | Uniunea Salvați România (USR)                 | Centru-dreapta               | Progresism, Anticorupție, Pro-europenism                           | 75 / 136 55% |
| Guvernul Florin Cîțu |                | Uniunea Democrată Maghiară din România (UDMR) | Centru-dreapta               | Drepturile minorității maghiare, Creștin democrație, Transilvanism | 75 / 136 55% |
|                      |                |                                               |                              |                                                                    |              |
| Opoziție             |                | Partidul Social Democrat (PSD)                | Centru-stânga                | Social democrație, Populism de stânga, Conservatorism social       | 51 / 136 45% |
| Opoziție             |                | Alianța pentru Unirea Românilor (AUR)         | Dreapta spre extrema dreaptă | Naționalism românesc, Populism de dreapta, Euroscepticism slab     | 51 / 136 45% |

#### Septembrie - Noiembrie 2021
| Guvern               | Forțe politice | Forțe politice                                | Poziție                      | Ideologie                                                          | Mandate      |
| -------------------- | -------------- | --------------------------------------------- | ---------------------------- | ------------------------------------------------------------------ | ------------ |
| Guvernul Florin Cîțu |                | Partidul Național Liberal (PNL)               | Centru-dreapta               | Liberalism conservator, Pro-europenism,                            | 50 / 136 37% |
| Guvernul Florin Cîțu |                | Uniunea Democrată Maghiară din România (UDMR) | Centru-dreapta               | Drepturile minorității maghiare, Creștin democrație, Transilvanism | 50 / 136 37% |
|                      |                |                                               |                              |                                                                    |              |
| Opoziție             |                | Partidul Social Democrat (PSD)                | Centru-stânga                | Social democrație, Populism de stânga, Conservatorism social       | 86 / 136 63% |
| Opoziție             |                | Uniunea Salvați România (USR)                 | Centru-dreapta               | Progresism, Anticorupție, Pro-europenism                           | 86 / 136 63% |
| Opoziție             |                | Alianța pentru Unirea Românilor (AUR)         | Dreapta spre extrema dreaptă | Naționalism românesc, Populism de dreapta, Euroscepticism slab     | 86 / 136 63% |
| Opoziție             |                | Partidul Puterii Umaniste (PPU)               | Centru-stânga                | Liberalism social, Umanism pragmatic, Protecționism                | 86 / 136 63% |
| Opoziție             |                | Partidul Neamului Românesc (PNR)              | Dreapta spre extrema dreaptă | Naționalism românesc, Conservatorism național, Euroscepticism      | 86 / 136 63% |

#### Noiembrie 2021 - Iunie 2023
| Guvern                 | Forțe politice | Forțe politice                                | Poziție                      | Ideologie                                                          | Mandate      |
| ---------------------- | -------------- | --------------------------------------------- | ---------------------------- | ------------------------------------------------------------------ | ------------ |
| Guvernul Nicolae Ciucă |                | Partidul Național Liberal (PNL)               | Centru-dreapta               | Populism, Pro-europenism,                                          | 94 / 136 71% |
| Guvernul Nicolae Ciucă |                | Partidul Social Democrat (PSD)                | Centru-stânga                | Social democrație, Populism de stânga, Conservatorism social       | 94 / 136 71% |
| Guvernul Nicolae Ciucă |                | Uniunea Democrată Maghiară din România (UDMR) | Centru-dreapta               | Drepturile minorității maghiare, Creștin democrație, Transilvanism | 94 / 136 71% |
| Guvernul Nicolae Ciucă |                | Partidul Puterii Umaniste (PPU)               | Centru-stânga                | Liberalism social, Umanism pragmatic, Protecționism                | 94 / 136 71% |
|                        |                |                                               |                              |                                                                    |              |
| Opoziție               |                | Uniunea Salvați România (USR)                 | Centru-dreapta               | Progresism, Anticorupție, Pro-europenism                           | 42 / 136 29% |
| Opoziție               |                | Alianța pentru Unirea Românilor (AUR)         | Dreapta spre extrema dreaptă | Naționalism românesc, Populism de dreapta, Euroscepticism slab     | 42 / 136 29% |
| Opoziție               |                | Forța Dreptei                                 | Centru-dreapta               | Liberalism conservator, Creștin-democrație, Pro-europenism         | 42 / 136 29% |
| Opoziție               |                | Partidul Neamului Românesc (PNR)              | Dreapta spre extrema dreaptă | Naționalism românesc, Conservatorism național, Euroscepticism      | 42 / 136 29% |

#### Iunie 2023 - decembrie 2024
| Guvern                  | Forțe politice | Forțe politice                                | Poziție                      | Ideologie                                                          | Mandate      |
| ----------------------- | -------------- | --------------------------------------------- | ---------------------------- | ------------------------------------------------------------------ | ------------ |
| Guvernul Marcel Ciolacu |                | Partidul Național Liberal (PNL)               | Centru-dreapta               | Populism, Pro-europenism,                                          | 85 / 136 65% |
| Guvernul Marcel Ciolacu |                | Partidul Social Democrat (PSD)                | Centru-stânga                | Social democrație, Populism de stânga, Conservatorism social       | 85 / 136 65% |
| Guvernul Marcel Ciolacu |                | Partidul Puterii Umaniste (PPU)               | Centru-stânga                | Liberalism social, Umanism pragmatic, Protecționism                | 85 / 136 65% |
|                         |                |                                               |                              |                                                                    | 85 / 136 65% |
| Opoziție                |                | Uniunea Salvați România (USR)                 | Centru-dreapta               | Progresism, Anticorupție, Pro-europenism                           | 51 / 136 35% |
| Opoziție                |                | Alianța pentru Unirea Românilor (AUR)         | Dreapta spre extrema dreaptă | Naționalism românesc, Populism de dreapta, Euroscepticism slab     | 51 / 136 35% |
| Opoziție                |                | Uniunea Democrată Maghiară din România (UDMR) | Centru-dreapta               | Drepturile minorității maghiare, Creștin democrație, Transilvanism | 51 / 136 35% |
| Opoziție                |                | Forța Dreptei                                 | Centru-dreapta               | Liberalism conservator, Creștin-democrație, Pro-europenism         | 51 / 136 35% |
| Opoziție                |                | Partidul Neamului Românesc (PNR)              | Dreapta spre extrema dreaptă | Naționalism românesc, Conservatorism național, Euroscepticism      | 51 / 136 35% |

## Camera Deputaților
Ludovic Orban a fost ales Președinte al Camerei Deputaților ca membru al PNL. Ludovic Orban a demisionat de la șefia Camerei Deputaților în octombrie ca urmare a pierderii președinției PNL. Interimatele au fost ocupate de Florin Roman și Sorin Grindeanu. În luna noiembrie ca urmare a desemnării și învestirii guvernului Ciucă,  funcția de Președinte al Camerei Deputaților a fost cedată președintelui PSD Marcel Ciolacu.
| Partid | Partid                                 | Mandate alese | Mandate alese | Pierdute | Câștigate | Mandate prezent | Mandate prezent |
| Partid | Partid                                 | Mandate       | %             | Pierdute | Câștigate | Mandate         | %               |
| ------ | -------------------------------------- | ------------- | ------------- | -------- | --------- | --------------- | --------------- |
| ;      | Partidul Social Democrat               | 110           | 33.33%        | 5        | 1         | 106             | 32.12%          |
|        | Partidul Național Liberal              | 93            | 28.18%        | 15       | 1         | 79              | 23.94%          |
|        | Uniunea Salvați România                | 55            | 16.66%        | 0        | 0         | 55              | 16.66%          |
|        | Alianța pentru Unirea Românilor        | 33            | 10%           | 3        | 0         | 30              | 9.39%           |
|        | Uniunea Democrată Maghiară din România | 21            | 6.36%         | 1        | 0         | 20              | 6.06%           |
|        | Partidele minorităților etnice         | 18            | 5.45%         | 0        | 0         | 18              | 5.45%           |
|        | Forța Dreptei                          | —             | —             | 0        | 14        | 14              | 4.24%           |
|        | Partidul Puterii Umaniste              | —             | —             | 0        | 4         | 4               | 1.21%           |
|        | Independenți                           | —             | —             | 0        | 3         | 3               | 0.90%           |
|        | Partidul Neamului Românesc             | —             | —             | 0        | 1         | 1               | 0.73%           |
| Total  | Total                                  | 330           | 100           | —        | —         | 330             | 100             |

### Compoziția guvernelor și a opoziției

#### 2020-2021
| Guvern               | Forțe politice | Forțe politice                                          | Poziție                      | Ideologie                                                          | Mandate       |
| -------------------- | -------------- | ------------------------------------------------------- | ---------------------------- | ------------------------------------------------------------------ | ------------- |
| Guvernul Florin Cîțu |                | Partidul Național Liberal (PNL)                         | Centru-dreapta               | Liberalism conservator, Pro-europenism, Liberalism economic        | 187 / 330 57% |
| Guvernul Florin Cîțu |                | Uniunea Salvați România (USR)                           | Centru-dreapta               | Progresism, Anticorupție, Pro-europenism                           | 187 / 330 57% |
| Guvernul Florin Cîțu |                | Uniunea Democrată Maghiară din România (UDMR)           | Centru-dreapta               | Drepturile minorității maghiare, Creștin democrație, Transilvanism | 187 / 330 57% |
| Guvernul Florin Cîțu |                | Partidele minorităților etnice din România (Minorități) | Centru                       | Drepturile minorităților etnice                                    | 187 / 330 57% |
|                      |                |                                                         |                              |                                                                    |               |
| Opoziție             |                | Partidul Social Democrat (PSD)                          | Centru-stânga                | Social democrație, Populism de stânga, Conservatorism social       | 143 / 330 43% |
| Opoziție             |                | Alianța pentru Unirea Românilor (AUR)                   | Dreapta spre extrema dreaptă | Naționalism românesc, Populism de dreapta, Euroscepticism slab     | 143 / 330 43% |

#### Septembrie-noiembrie 2021
| Guvern               | Forțe politice | Forțe politice                                          | Poziție                      | Ideologie                                                          | Mandate       |
| -------------------- | -------------- | ------------------------------------------------------- | ---------------------------- | ------------------------------------------------------------------ | ------------- |
| Guvernul Florin Cîțu |                | Partidul Național Liberal (PNL)                         | Centru-dreapta               | Liberalism conservator, Pro-europenism, Liberalism economic        | 132 / 330 41% |
| Guvernul Florin Cîțu |                | Uniunea Democrată Maghiară din România (UDMR)           | Centru-dreapta               | Drepturile minorității maghiare, Creștin democrație, Transilvanism | 132 / 330 41% |
| Guvernul Florin Cîțu |                | Partidele minorităților etnice din România (Minorități) | Centru                       | Drepturile minorităților etnice                                    | 132 / 330 41% |
|                      |                |                                                         |                              |                                                                    |               |
| Opoziție             |                | Partidul Social Democrat (PSD)                          | Centru-stânga                | Social democrație, Populism de stânga, Conservatorism social       | 198 / 330 59% |
| Opoziție             |                | Uniunea Salvați România (USR)                           | Centru-dreapta               | Progresism, Anticorupție, Pro-europenism                           | 198 / 330 59% |
| Opoziție             |                | Alianța pentru Unirea Românilor (AUR)                   | Dreapta spre extrema dreaptă | Naționalism românesc, Populism de dreapta, Euroscepticism slab     | 198 / 330 59% |
| Opoziție             |                | Partidul Puterii Umaniste (PPU)                         | Centru-stânga                | Liberalism social, Umanism pragmatic, Protecționism                | 198 / 330 59% |
| Opoziție             |                | Independenți                                            | -                            | -                                                                  | 198 / 330 59% |

#### Noiembrie 2021-iunie 2023
| Guvern                 | Forțe politice | Forțe politice                                          | Poziție                      | Ideologie                                                          | Mandate       |
| ---------------------- | -------------- | ------------------------------------------------------- | ---------------------------- | ------------------------------------------------------------------ | ------------- |
| Guvernul Nicolae Ciucă |                | Partidul Național Liberal (PNL)                         | Centru-dreapta               | Populism, Pro-europenism, Liberalism economic                      | 226 / 330 69% |
| Guvernul Nicolae Ciucă |                | Partidul Social Democrat (PSD)                          | Centru-stânga                | Social democrație, Populism de stânga, Conservatorism social       | 226 / 330 69% |
| Guvernul Nicolae Ciucă |                | Uniunea Democrată Maghiară din România (UDMR)           | Centru-dreapta               | Drepturile minorității maghiare, Creștin democrație, Transilvanism | 226 / 330 69% |
| Guvernul Nicolae Ciucă |                | Partidul Puterii Umaniste (PPU)                         | Centru-stânga                | Liberalism social, Umanism pragmatic, Protecționism                | 226 / 330 69% |
| Guvernul Nicolae Ciucă |                | Partidele minorităților etnice din România (Minorități) | Centru                       | Drepturile minorităților etnice                                    | 226 / 330 69% |
|                        |                |                                                         |                              |                                                                    |               |
| Opoziție               |                | Uniunea Salvați România (USR)                           | Centru-dreapta               | Progresism, Anticorupție, Pro-europenism                           | 103 / 330 21% |
| Opoziție               |                | Alianța pentru Unirea Românilor (AUR)                   | Dreapta spre extrema dreaptă | Naționalism românesc, Populism de dreapta, Euroscepticism slab     | 103 / 330 21% |
| Opoziție               |                | Forța Dreptei                                           | Centru-dreapta               | Liberalism conservator, Creștin-democrație, Pro-europenism         | 103 / 330 21% |
| Opoziție               |                | Reînnoim Proiectul European al României (REPER)         | Centru                       | Liberalism social, Tehnocrație, Pro-europenism                     | 103 / 330 21% |
| Opoziție               |                | Partidul Alternativa Dreaptă (AD)                       | Dreapta                      | Conservatorism social, Conservatorism național, Euroscepticism     | 103 / 330 21% |
| Opoziție               |                | Partidul Neamului Românesc (PNR)                        | Dreapta spre extrema dreaptă | Naționalism românesc, Conservatorism național, Euroscepticism      | 103 / 330 21% |
| Opoziție               |                | Alianța pentru Patrie (ApP)                             | Extrema dreaptă              | Conservatorism național, Populism, Euroscepticism                  | 103 / 330 21% |

#### Iunie 2023 - decembrie 2024
| Guvern                  | Forțe politice | Forțe politice                                          | Poziție                      | Ideologie                                                          | Mandate       |
| ----------------------- | -------------- | ------------------------------------------------------- | ---------------------------- | ------------------------------------------------------------------ | ------------- |
| Guvernul Marcel Ciolacu |                | Partidul Național Liberal (PNL)                         | Centru-dreapta               | Populism, Pro-europenism, Liberalism economic                      | 206 / 330 63% |
| Guvernul Marcel Ciolacu |                | Partidul Social Democrat (PSD)                          | Centru-stânga                | Social democrație, Populism de stânga, Conservatorism social       | 206 / 330 63% |
| Guvernul Marcel Ciolacu |                | Partidul Puterii Umaniste (PPU)                         | Centru-stânga                | Liberalism social, Umanism pragmatic, Protecționism                | 206 / 330 63% |
| Guvernul Marcel Ciolacu |                | Partidele minorităților etnice din România (Minorități) | Centru                       | Drepturile minorităților etnice                                    | 206 / 330 63% |
|                         |                |                                                         |                              |                                                                    |               |
| Opoziție                |                | Uniunea Salvați România (USR)                           | Centru-dreapta               | Progresism, Anticorupție, Pro-europenism                           | 123 / 330 36% |
| Opoziție                |                | Alianța pentru Unirea Românilor (AUR)                   | Dreapta spre extrema dreaptă | Naționalism românesc, Populism de dreapta, Euroscepticism slab     | 123 / 330 36% |
| Opoziție                |                | Uniunea Democrată Maghiară din România (UDMR)           | Centru-dreapta               | Drepturile minorității maghiare, Creștin democrație, Transilvanism | 123 / 330 36% |
| Opoziție                |                | Forța Dreptei                                           | Centru-dreapta               | Liberalism conservator, Creștin-democrație, Pro-europenism         | 123 / 330 36% |
| Opoziție                |                | Reînnoim Proiectul European al României (REPER)         | Centru                       | Liberalism social, Tehnocrație, Pro-europenism                     | 123 / 330 36% |
| Opoziție                |                | Partidul Alternativa Dreaptă (AD)                       | Dreapta                      | Conservatorism social, Conservatorism național, Euroscepticism     | 123 / 330 36% |
| Opoziție                |                | Partidul Neamului Românesc (PNR)                        | Dreapta spre extrema dreaptă | Naționalism românesc, Conservatorism național, Euroscepticism      | 123 / 330 36% |
| Opoziție                |                | Alianța pentru Patrie (ApP)                             | Extrema dreaptă              | Conservatorism național, Populism, Euroscepticism                  | 123 / 330 36% |